# جوبا السفلى
جوبا السفلى : يقع إقليم جوبا السفلى في جنوب الصومال وهو من أهم الأقاليم الصوماليه من حيث الموارد الطبيعية حيث يتمتع هذا الإقليم بأراضي زراعيه خصبه وساحل طويل حيث يقع على المحيط الهندي ويتكون من خمسه م
كسمايو أربع محافظات رئيسية وهي محافظة افمدو ومحافظة حجر ومحافظة جمامي ومحافظة بطاطي
1. ↑  GeoNames (بالإنجليزية), 2005, QID:Q830106
2. ↑  MusicBrainz (بالإنجليزية), MetaBrainz Foundation, QID:Q14005